# Ni tú ni yo
"Ni tú ni yo" é uma canção da cantora norte-americana Jennifer Lopez, com a participação da dupla de reggaeton cubana Gente de Zona. Foi lançada como single nas plataformas digitais em 4 de julho de 2017, pelas gravadoras Nuyorican Productions e Sony Music Latin.

## Vídeo musical
O videoclipe oficial da música estreou em Telemundo em 11 de julho de 2017. Lopez compartilhou uma imagem do set de filmagem em 13 de junho, na qual ela e Gente de Zona estão usando roupas de estilo caribenho. Com direção de Emil Nava o clipe foi filmado em Islamorada, Flórida, durante dois dias. O cantor Marc Anthony e o ator mexicano Khotan Fernández também participam do clipe.

## Faixas e formatos
| Download digital / Streaming |                                   |         |  |
| N.º                          | Título                            | Duração |  |
| 1.                           | "Ni tú ni yo" (com Gente de Zona) | 3:35    |  |

## Desempenho
| Tabela musical (2017)                       | Melhor posição |
| ------------------------------------------- | -------------- |
| Bolívia (Monitor Latino)                    | 9              |
| Chile Pop Songs (Monitor Latino)            | 9              |
| Costa Rica (Monitor Latino)                 | 10             |
| Equador (National-Report)                   | 26             |
| Finlândia (Latauslista Download)            | 18             |
| França (SNEP)                               | 82             |
| Hungria (Rádiós Top 40)                     | 25             |
| México (Billboard Mexican Espanol Airplay)  | 21             |
| Panamá Latin Songs (Monitor Latino)         | 4              |
| Polónia (Polish Airplay Top 100)            | 14             |
| Polónia (Dance Top 50)                      | 16             |
| Portugal (AFP)                              | 74             |
| Eslováquia (Rádio Top 100)                  | 79             |
| Eslováquia (Singles Digitál Top 100)        | 69             |
| Espanha (PROMUSICAE)                        | 24             |
| Suécia (Sverigetopplistan)                  | 11             |
| Suíça (Schweizer Hitparade)                 | 30             |
| Estados Unidos (Billboard Hot Latin Songs)  | 15             |
| Estados Unidos (Billboard Tropical Airplay) | 2              |
| Venezuela (National-Report)                 | 30             |
| Venezuela (Record Report)                   | 52             |

### Certificações
| País                 | Certificação |
| -------------------- | ------------ |
| Espanha (PROMUSICAE) | Ouro         |

## Histórico de lançamento
| País   | Data               | Formato(s)                 | Gravadora              | Ref.   |
| ------ | ------------------ | -------------------------- | ---------------------- | ------ |
| Mundo  | 4 de julho de 2017 | Download digital streaming | Nuyorican / Sony Latin | [ 3 ]  |
| Itália | 7 de julho de 2017 | Contemporary hit radio     | Nuyorican / Sony Latin | [ 31 ] |